# Jan Verkade
Jan Verkade (Zaandam, 18 september 1868 - Beuron, 19 juli 1946) was een Nederlandse kunstschilder die rond de eeuwwisseling schilderde in Parijs. Hij maakte deel uit van Les Nabis. Hij trad in bij de kloosterorde der benedictijnen in Beuron en veranderde zijn naam in Willibrord Verkade.

## Jeugd en opleiding
Jan Verkade en zijn tweelingbroer Eric brachten hun jeugd door in Zaandam. Hun vader was Ericus Gerhardus Verkade, oprichter van de bekende koek- en beschuitfabriek Verkade. In 1883 gingen zij naar de middelbare school in Zaandam, maar Jan interesseerde zich eigenlijk alleen voor tekenen. Na toestemming van zijn vader verkregen te hebben vertrok hij in 1887 naar Amsterdam, naar de kunstacademie. Hier ontstond een blijvende vriendschap met Richard Roland Holst, die daar in die periode ook studeerde. 
Na twee jaar verliet hij de academie. Hij had er leren tekenen, maar niet hoe kunst tot stand komt. Hij vertrok naar Hattem, vestigde zich daar en ging in de leer bij zijn zwager Jan Voerman. In die periode besloot hij voor een studiereis naar Parijs te gaan.

## Leven en werk
In Parijs kreeg hij al snel contact met Meijer de Haan. Deze bracht Verkade op zijn beurt in contact met de Parijse avant-garde, met name Paul Gauguin en Paul Sérusier. Hij sloot vriendschap met de laatste, die hem bij Les Nabis introduceerde; hij werd de "Nabi obéliscal" genoemd, vanwege het feit dat hij nogal groot was.
In april 1891, nadat Gauguin naar Tahiti vertrokken was, ging hij samen met de Deen Mogens Ballin naar Pont-Aven in Bretagne. Het Bretonse landschap, zo anders dan het Nederlandse, imponeerde hem en leverde zijn onderwerp voor veel werk uit die tijd. Daarnaast probeerde hij de boeren en hun eenvoud te vangen in zijn schilderijen, in een geïdealiseerd beeld van hun levenswijze. Ook Paul Sérusier kwam naar Bretagne; zijn invloed in het werk van Verkade is zichtbaar door het ontbreken van complementaire kleuren en in het veel toepassen van kleurnuances.
Voor Jan Verkade waren religie en theosofie continu onderwerpen van gesprek. Hij kwam in een eerste geestelijke crisis terecht, en na een korte poos in Pouldu (Bretagne), waar hij met name met Maxime Maufra en Charles Filiger optrok, keerde hij voor enige tijd terug naar huis, naar Holland. In maart 1892 ging hij opnieuw naar Parijs en nam daar weer volop deel aan het leven en de wereld van Les Nabis. Maar het bleef knagen; zijn geestelijke onrust bracht hem steeds weer naar de kerk, naar het lezen over het leven van St. Augustinus en de navolging van Christus. Hij bezocht weer Bretagne, rondom Saint-Nolff, vlak bij Vannes. Ballin kwam opnieuw bij hem wonen en werken; beiden waren bezig met het zoeken naar de ziel van hun werk, ze testten elkaar uit op hun geestelijke zoektochten. Jan had veel gesprekken met de jezuïet Mathurin Le Texier die hem over de laatste drempels heen hielp. In het geheim, zonder dat Ballin het wist, liet Verkade zich op 26 augustus dopen. Ballin wilde ook een dergelijke keuze maken en overtuigde Verkade dat deze met hem mee moest gaan naar Florence, naar het franciscaner klooster van Fiesole. Jan Verkade raakte daar geheel en al in de ban van Franciscus van Assisi, van zijn vrome en eenvoudige leven. Ervan overtuigd dat een diepe geloofsovertuiging nodig was om echte kunst te kunnen maken, zocht Verkade naar een religieuze groep waar hij zich bij aan kon sluiten.
In 1893 bezocht hij het benedictijner klooster in Beuron, Baden-Württemberg, Duitsland; pater Desiderius Lenz had daar een groep van schilders verzameld met onder anderen Carl Gresnicht en Paul Krebs, die later bekend zou worden als de Beuroner kunstschool. Geïnspireerd door de Gregoriaanse kerkmuziek en door meetkundige vergelijkingen probeerde Lenz een nieuwe religieuze kunst te ontwerpen, waar Verkade sterk van onder de indruk raakte. 
Hij maakte daarop een reis, eerst naar zijn familie in Nederland en vervolgens naar Kopenhagen, naar Ballin. In 1894 vond in Kopenhagen de eerste solo-tentoonstelling van Verkade plaats, maar hij zelf keerde terug naar Beuron, waar hij in het voorjaar van 1894 als oblaat werd toegelaten tot de kloosterorde; in 1897 werd hij er novice. Hij nam de kloosternaam aan van Willibrord in 1902, toen hij tot priester werd gewijd. Zijn officiële naam werd Dom. Willibrord Verkade OSB.
Helaas was zijn creatieve geest niet echt in overeenstemming te brengen met de strikte wetten van de school van Beuron. In 1903 werd hij naar Monte Cassino gestuurd om daar voor de 1400ste verjaardag van de geboorte van Sint Benedictus schilderingen  te realiseren zoals door Lenz opgezet. De kilte van de ontwerpen beviel hem echter niet en hij bracht er meer natuur in, waarin hij teruggreep naar zijn Nabis-wortels. De tekeningen die in die tijd ontstonden stelde hij in 1905-1906 in Amsterdam tentoon. Tegelijkertijd organiseerde hij overigens de bijdrage van Beuron aan de tentoonstelling voor religieuze kunst in Wenen. Ondanks meerdere reizen in die tijd maakt een steeds grotere onrust zich van hem meester. Verkade zag in dat de kunst van Beuron niet bij hem paste en verzocht of hij zelfstandig aan het werk kon. De abt stuurde hem naar München, maar daar ontdekte Jan dat hij zijn oude talenten niet meer terug kon vinden. 
In 1909 werd Verkade naar Jeruzalem gestuurd, waar hij de muren van de kapittelzaal van het Klooster van Maria Hemelvaart moest beschilderen. Zijn werk werd niet geapprecieerd, het werd zelfs overgeschilderd. Toch moest hij tot 1913 in Palestina blijven. Teruggekeerd in Europa was de kunst door de opkomst van het expressionisme veranderd, zijn werk stond daar nu los van. 
Nog jarenlang probeerde Verkade zijn oude inspiratie en bevlogenheid terug te vinden. Maar in de Eerste Wereldoorlog eisten zijn taken als monnik steeds meer van zijn aandacht, en hij besteedde steeds minder tijd aan de kunst. In 1917 schreef hij het eerste deel van zijn autobiografie: Van ongebondenheid en heilige banden.
Werken van Verkade zijn met name in musea in Frankrijk en Zweden te vinden; zijn wandschilderingen zijn nog aanwezig in Aichhalden, Heiligenbronn en in Wenen. In 1946 stierf Verkade in het klooster in Beuron.

## Galerij van werken

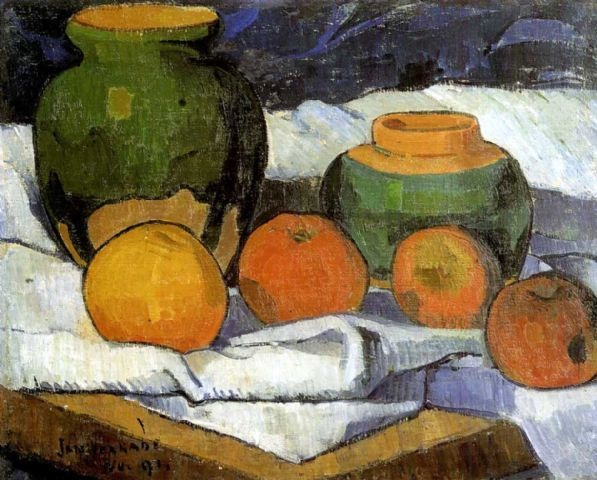
Stilleven met appels, ca. 1891
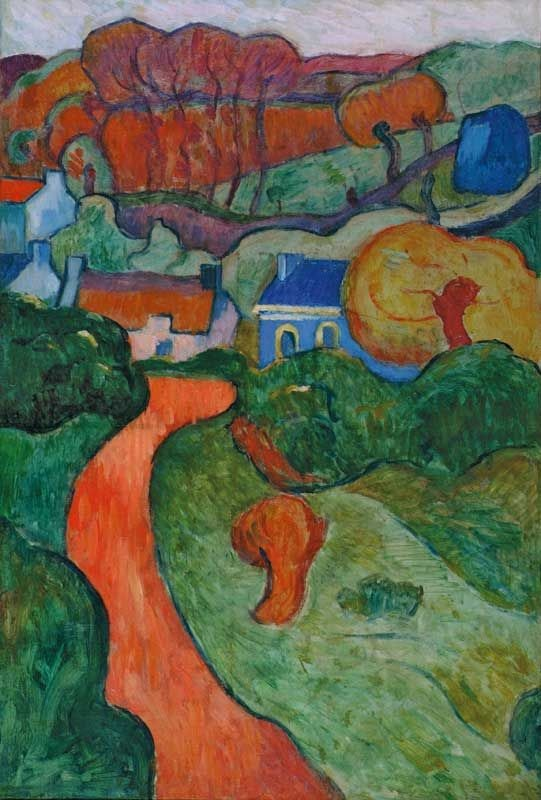
De weg, 1891-1892
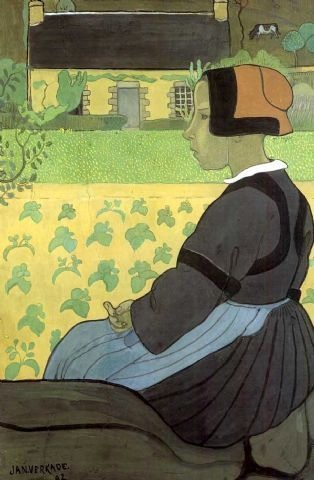
Boerenmeisje uit St. Nolff, 1892
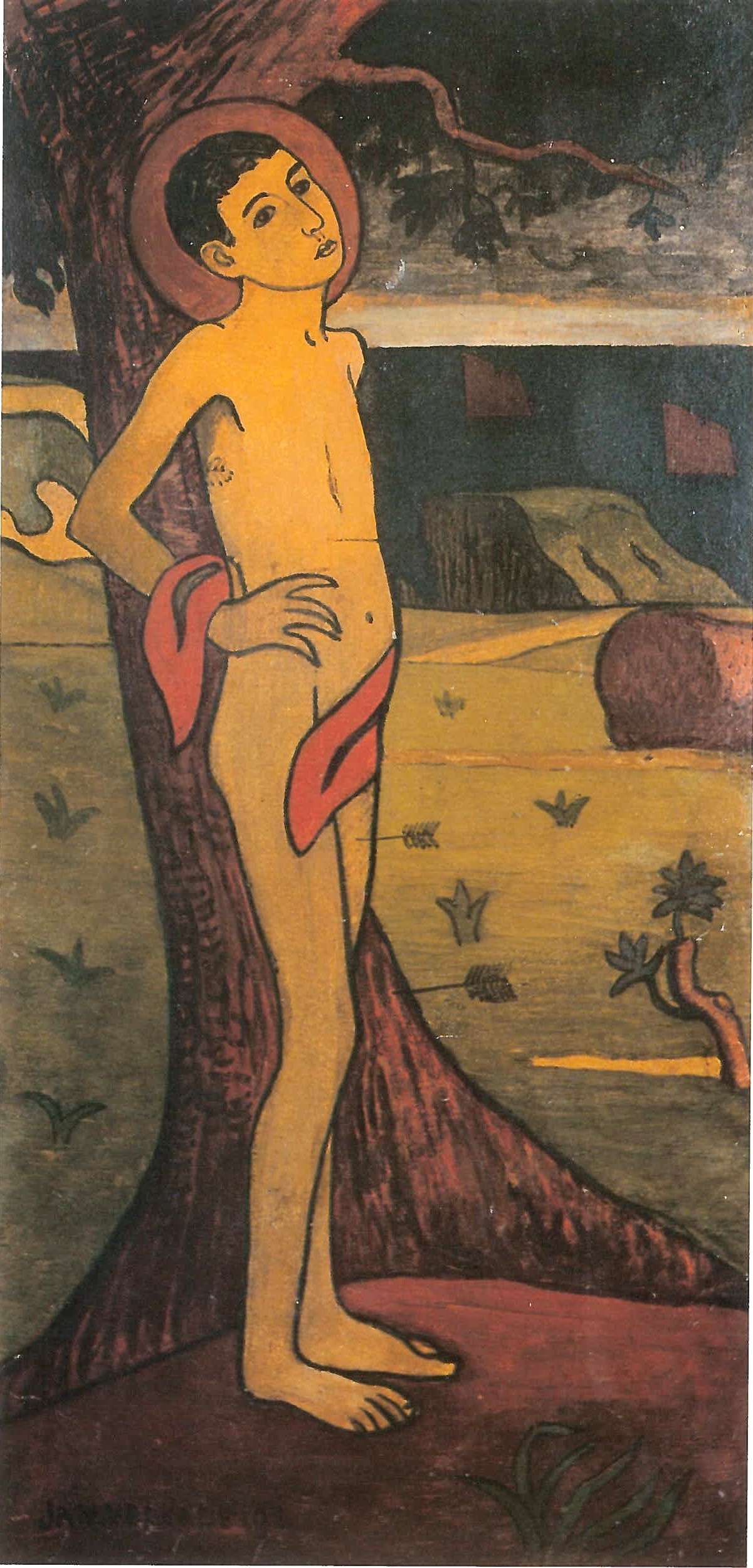
Heilige Sebastiaan, 1892, Musêe departemental Maurice Denis, St Germain-en-Laye
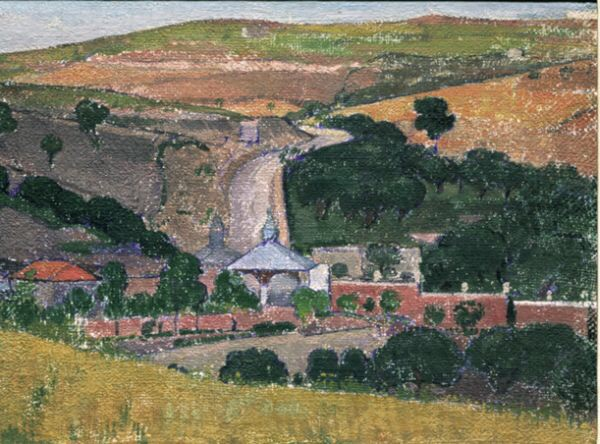
Weg naar Ghetsemani, 1909-1913
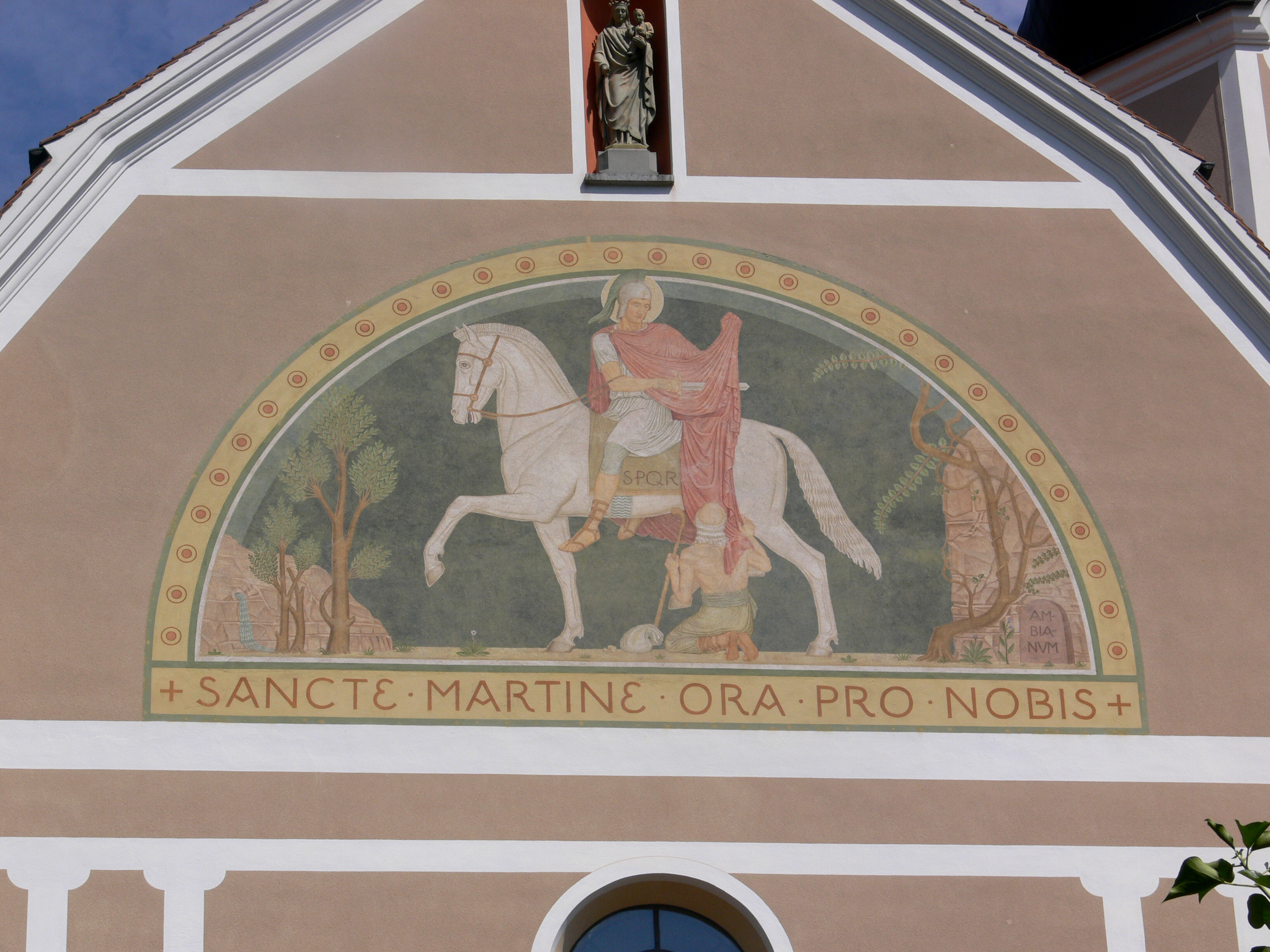
Sint Maarten op de westgevel van de abdijkerk in Beuron, 1899-1900
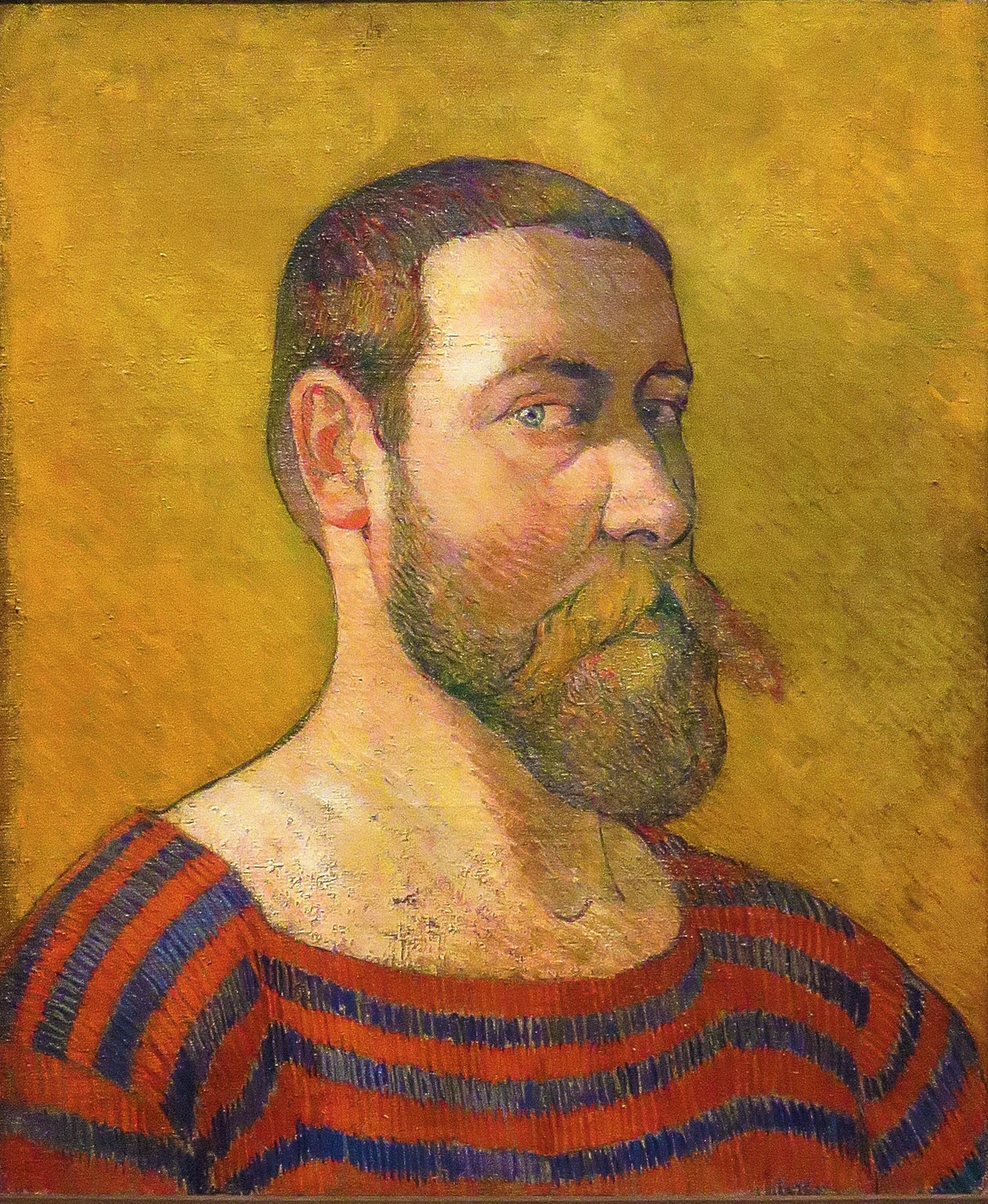
Zelfportret (1891-1894)